# Katarina Ewerlöf
Katarina Ewerlöf (Stoccolma, 28 dicembre 1959) è un'attrice svedese, vincitrice del Premio Guldbagge.

## Biografia
Figlia di una coppia separata dell'alta borghesia svedese, si iscrive all'Accademia di Arte Drammatica di Stoccolma e, conclusi gli studi, entra nella compagnia del Teatro Reale Drammatico. Attrice teatrale di spicco nel panorama nazionale, alterna le apparizioni in serie televisive con quelle cinematografiche.

## Filmografia
- Tomten är far till alla barnen, regia di Kjell Sundvall (1999)
- Love Forever (Kärlek fårever), regia di Staffan Lindberg (2025)

## Doppiatori italiani
Nelle versioni in italiano dei suoi film, Katarina Ewerlöf è stata doppiata da:
- Mirta Pepe in Love Forever

## Riconoscimenti
- 2019 - Litteris et Artibus
- 2000 - Guldbagge - Migliore attrice per Tomten är far till alla barnen